# Trombóza

Trombóza

Trombóza je děj, při kterém dochází ke sražení (koagulaci) krve za vzniku trombu.
V tepnách má za následek nedokrevnost (ischemii) postižené oblasti, v žilách může zhoršit odtok krve (viz venostáza).

## Vznik trombózy
Ke vzniku trombózy dochází při jednom nebo při kombinaci faktorů, které jsou známy jako Virchowova trias:
- poškození intimy cévy – způsobeno např. zánětem, aterosklerózou, imunokomplexy
- turbulentní proudění nebo zpomalený průtok krve – venostáza, zúžení a nedomykavost srdečních chlopní, dlouhé sezení a stání, nedostatečný pohyb, dehydratace, těhotenství
- trombofilní stavy – narušení rovnováhy prosrážlivých a protisrážlivých faktorů, perorální antikoncepce

K profylaxi se používá hlavně antikoagulační léčba.
Trombus může být při odtržení od cévní stěny jedním ze zdrojů vmetku (trombembolus) a způsobit tak embolii. Pacient je ohrožen na životě.
Tromby se velmi často vyskytují spolu s aterosklerózou a zhoršují prognózu nemocného.

## Rizikové faktory
Běžnými rizikovými faktory vzniku krevních sraženin v hlubokých tepnách jsou:
- dlouhodobá nehybnost dolních končetin
- obezita
- těhotenství
- stav po velkých chirurgických výkonech
- hormonální antikoncepce
- Leidenská mutace a jí podobné poruchy koagulačního systému
- poruchy chlopenního aparátu dolních končetin při chronické žilní nedostatečnosti
- kouření
- křečové žíly.

Pacient může být v ohrožení života.

## Léčba
Sraženinu je možné:

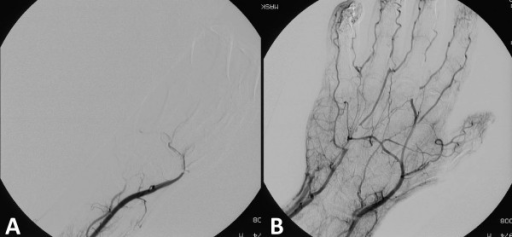
Angiografické zobrazení cév v ruce před a po trombolytické léčbě

- pomalu rozpouštět léky proti srážení krve
- rychle a razantně rozpouštět trombolýzou
- odstranit mechanicky katetrizací.